# Шведская хоккейная лига в сезоне 2014/2015
Сезон 2014/2015 Шведской хоккейной лиги — 40-й розыгрыш Шведской хоккейной лиги. Регулярный сезон начался 10 сентября 2014 и завершился 5 марта 2015 года. Плей-офф был разыгран в марте-апреле 2015 года.

## Команды
| Команда       | Город        | Стадион               | Вместимость | Средняя посещаемость |
| ------------- | ------------ | --------------------- | ----------- | -------------------- |
| Брюнес        | Евле         | Лекероль Арена        | 8 265       | 5 103                |
| Векшё Лейкерс | Векшё        | Вида Арена            | 5 000       | 4 980                |
| Лександ       | Лександ      | Тегера Арена          | 7 650       | 6 132                |
| Линчёпинг     | Линчёпинг    | Клоэтта Сентер        | 8 500       | 5 850                |
| Лулео         | Лулео        | Кооп Норботтен Арена  | 6 300       | 5 021                |
| МОДО          | Эрншёльдсвик | Фьелльревен Сентер    | 7 600       | 5 383                |
| Фрёлунда      | Гётеборг     | Скандинавиум          | 12 044      | 9 087                |
| Ферьестад     | Карлстад     | Лёфбергс Арена        | 8 250       | 5 992                |
| ХВ71          | Йёнчёпинг    | Киннарпс Арена        | 7 038       | 6 784                |
| Шеллефтео     | Шеллефтео    | Шеллефтео Крафт Арена | 6 001       | 5 030                |
| Эребру        | Эребру       | Берн Арена            | 5 150       | 5 148                |
| Юргорден      | Стокгольм    | Ховет                 | 8 300       | 7 924                |

## События межсезонья
29 апреля 2014 года, Шведская спортивная конфедерация (ШСК) сообщила, что в феврале игрок «Модо» Эдвин Хедберг получил положительный результат на допинг-тесте по запрещённому сибутрамину Хедберг добровольно отстранил себя от спортивной деятельности на время расследования 9 июля 2014 ШСК временно отстранила Хедберга на шесть месяцев от любой спортивной деятельностм; запрет истёк 24 октября 2014 года.
7 июля 2014 года ШСК временно отстранила вратаря «Лулео» Марка Овую от любой спортивной деятельности на один год Вердикт был вынесен вследствие инцидента в феврале, в котором Овуя исчез без надзора во время внесоревновательного теста на допинг. В результате, Овуя должен был пропустить весь сезон 2014/2015, но подал апелляцию на это решение в высшую инстанцию ШСК 28 июля 2014 года. On 4 сентября 2014 инстанция решила ужесточить наказание.

## Регулярный сезон

### Положение команд
Итоговое положение команд.
| Пояснения к турнирым таблицам                                       |
| ------------------------------------------------------------------- |
| Шесть лучших команд напрямую выходят в плей-офф                     |
| Команды, занявшие места с 7 по 10, выходят в квалификационный раунд |
| Две последние команды участвуют в переходном турнире                |

| Команда       | И  | В  | ВО | ПО | П  | ГЗ  | ГП  | РГ  | О   |
| ------------- | -- | -- | -- | -- | -- | --- | --- | --- | --- |
| Шеллефтео     | 55 | 32 | 5  | 5  | 13 | 169 | 116 | +53 | 111 |
| Фрёлунда      | 55 | 23 | 11 | 6  | 15 | 145 | 120 | +25 | 97  |
| Векшё Лейкерс | 55 | 24 | 9  | 6  | 16 | 158 | 120 | +38 | 96  |
| Линчёпинг     | 55 | 26 | 4  | 7  | 18 | 156 | 125 | +31 | 93  |
| ХВ71          | 55 | 25 | 6  | 5  | 19 | 145 | 141 | +4  | 92  |
| Эребру        | 55 | 21 | 10 | 7  | 17 | 156 | 128 | +28 | 90  |
| Ферьестад     | 55 | 21 | 6  | 8  | 20 | 128 | 135 | −7  | 83  |
| Лулео         | 55 | 21 | 6  | 4  | 24 | 127 | 131 | −4  | 79  |
| Юргорден      | 55 | 15 | 9  | 8  | 23 | 128 | 157 | −29 | 71  |
| Брюнес        | 55 | 19 | 3  | 5  | 28 | 132 | 159 | −27 | 68  |
| Лександ       | 55 | 15 | 3  | 6  | 31 | 116 | 179 | −63 | 57  |
| МОДО          | 55 | 12 | 4  | 9  | 30 | 127 | 176 | −49 | 53  |

### Статистика

#### Бомбардиры

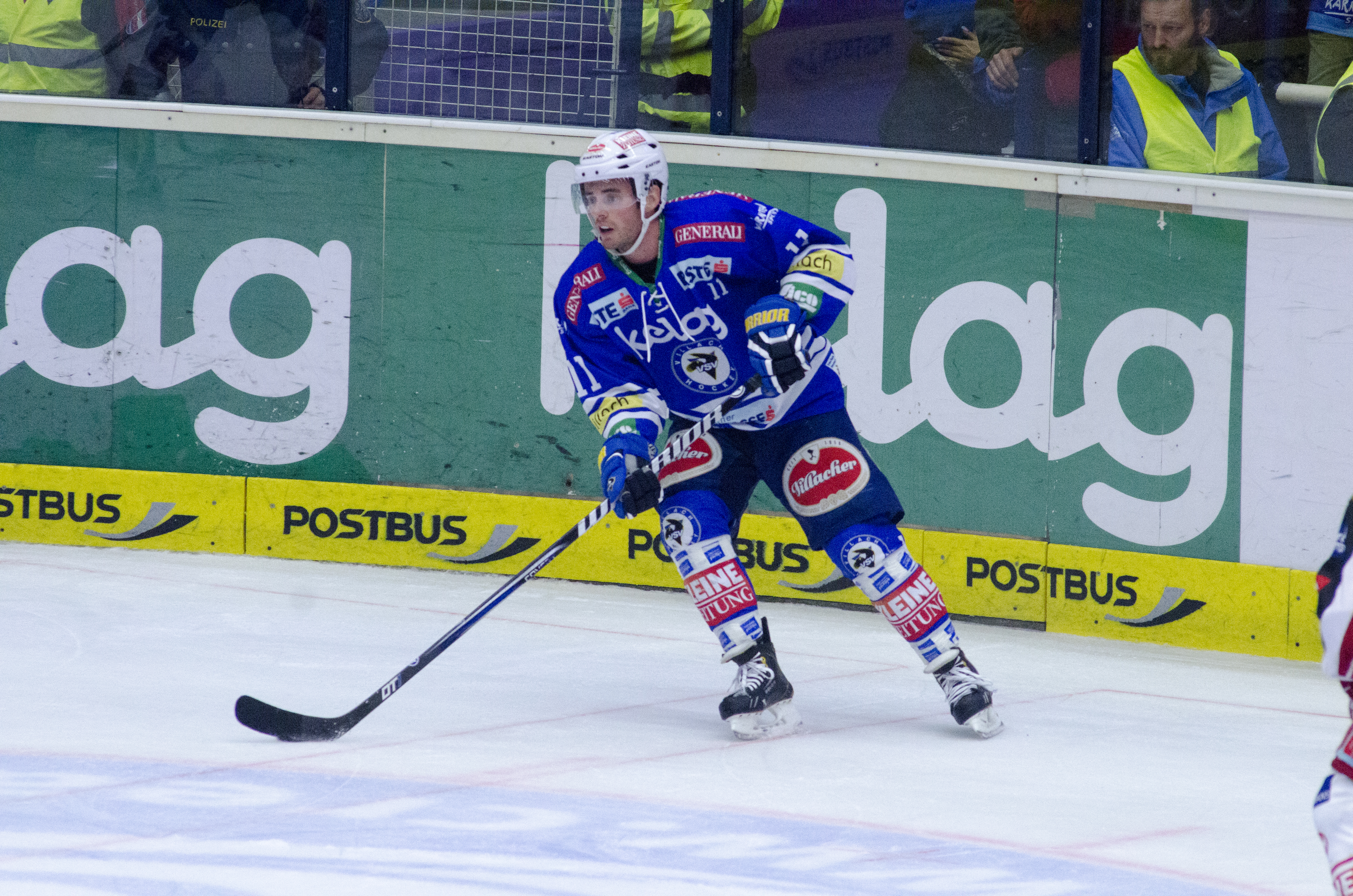
Лучший бомбардир регулярного сезона — Дерек Райан

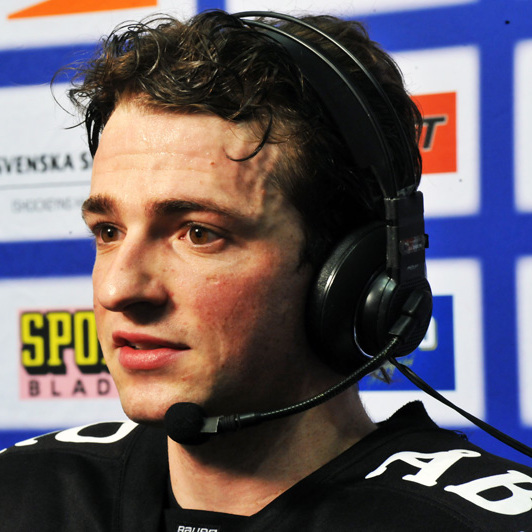
Лучший снайпер регулярного сезона — Брок Литтл

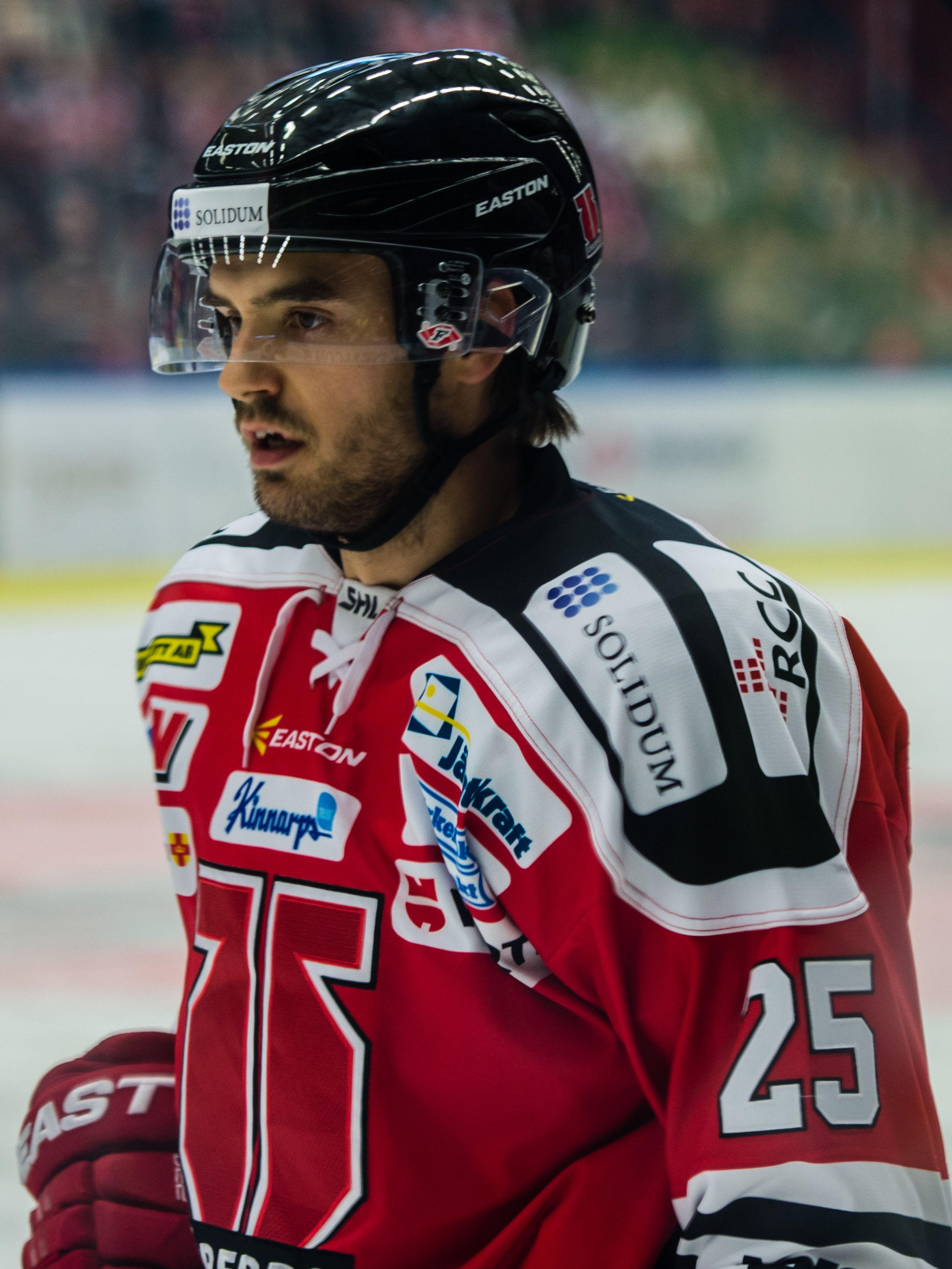
Лучший шведский бомбардир регулярного сезона — Мартин Юханссон

В данном списке приведены лучшие полевые игроки по количеству заработанных очков в регулярном сезоне.
И = количество проведённых игр; Г = голов; П = передач; О = очков; +/– = Плюс-минус; Штр = штрафных минут
| Игрок             | Команда       | И  | Г  | П  | О  | +/– | Штр |
| ----------------- | ------------- | -- | -- | -- | -- | --- | --- |
| Дерек Райан       | Эребру        | 55 | 15 | 45 | 60 | +18 | 18  |
| Джефф Тафф        | Линчёпинг     | 54 | 18 | 41 | 59 | +12 | 43  |
| Брок Литтл        | Линчёпинг     | 55 | 28 | 19 | 47 | +14 | 38  |
| Джейкоб Микфликер | Линчёпинг     | 54 | 24 | 23 | 47 | +13 | 26  |
| Мартин Юханссон   | Эребру        | 54 | 24 | 22 | 46 | +18 | 10  |
| Матис Олимб       | Фрёлунда      | 51 | 7  | 39 | 46 | +19 | 65  |
| Роберт Розен      | Векшё Лейкерс | 53 | 23 | 21 | 44 | +27 | 16  |
| Эрик Кристенсен   | ХВ71          | 46 | 13 | 31 | 44 | +7  | 14  |
| Грег Скотт        | Брюнес        | 47 | 18 | 24 | 42 | +4  | 20  |
| Билл Суитт        | Брюнес        | 54 | 19 | 22 | 41 | +3  | 36  |

#### Вратари
В этом списке представлены лидеры среди вратарей по коэффициенту надёжности (среднему количеству пропущенных голов), которые сыграли хотя бы 40% от общего времени, проведённого командой. Таблица отсортирована по коэффициенту надёжности, критерий для сравнения выделен полужирным.
И = количество проведённых игр; ВП = время на площадке (Минуты:Секунды); ПШ = пропущено шайб; И"0" = сухие игры; %ОБ = процент отражённых бросков; КН = коэффициент надёжности
| Игрок               | Команда       | И  | ВП      | ПШ | И"0" | %ОБ   | КН   |
| ------------------- | ------------- | -- | ------- | -- | ---- | ----- | ---- |
| Йоэль Лассинантти   | Лулео         | 38 | 2071:48 | 65 | 5    | 92.79 | 1.88 |
| Юлиус Гудачек       | Эребру        | 45 | 2640:54 | 84 | 4    | 92.99 | 1.91 |
| Маркус Свенссон     | Шеллефтео     | 30 | 1789:47 | 57 | 3    | 91.88 | 1.91 |
| Кристофер Нильсторп | Векшё Лейкерс | 38 | 2134:52 | 70 | 5    | 91.28 | 1.97 |
| Линус Фернстрём     | Фрёлунда      | 33 | 1851:50 | 61 | 4    | 90.63 | 1.98 |
| Джастин Погги       | Ферьестад     | 30 | 1642:59 | 55 | 4    | 92.60 | 2.01 |
| Ларс Юханссон       | Фрёлунда      | 30 | 1492:46 | 50 | 3    | 91.50 | 2.01 |
| Давид Раутио        | Линчёпинг     | 33 | 1851:07 | 63 | 7    | 92.13 | 2.04 |
| Эрик Хансес         | Шеллефтео     | 25 | 1415:06 | 48 | 2    | 91.50 | 2.04 |
| Маркус Хёгберг      | Линчёпинг     | 27 | 1462:55 | 56 | 3    | 91.72 | 2.30 |

## Плей-офф
Шесть лучших команд регулярного сезона напрямую попадают в плей-офф, а команды, занявшие места с 7 по 10, должны принять участие в сериях до 2-х побед за два оставшихся места в плей-офф.

### Сетка плей-офф
В первом раунде победитель регулярного сезона встретится с победителем квалификационного раунда с наименьшим номером «посева», команда, занявшая 2 место, встретится с другим победителем квалификационного раунда, команда, занявшая 3 место встретится с командой, занявшей 6 место, и команда, занявшая 4 место, встретится с командой, занявшей 5 место. Во втором раунде команда с наибольшим номером «посева» среди оставшихся встретится с командой с наименьшим номером «посева». В каждом раунде команда с наибольшим номером «посева» получает «преимущество домашней площадки». Каждая серия проводится до 4-х побед в следующем формате: команда с наибольшим номером «посева» проводит дома 1 и 3 игры серии (а также 5 и 7, в случае необходимости), а команда с наименьшим номером «посева» проводит дома 2 и 4 игры серии (а также 6, в случае необходимости).
|  | Квалификационный раунд | Квалификационный раунд | Квалификационный раунд |  |  | Четвертьфиналы (с перепосевом) | Четвертьфиналы (с перепосевом) | Четвертьфиналы (с перепосевом) |  |  | Полуфиналы (с перепосевом) | Полуфиналы (с перепосевом) | Полуфиналы (с перепосевом) |  |  | Финал             | Финал | Финал |
|  |                        |                        |                        |  |  |                                |                                |                                |  |  |                            |                            |                            |  |  |                   |       |       |
|  | 7                      | Ферьестад              | 1                      |  |  |                                |                                |                                |  |  |                            |                            |                            |  |  |                   |       |       |
|  | 10                     | Брюнес                 | 2                      |  |  | 1                              | Шеллефтео                      | 4                              |  |  |                            |                            |                            |  |  |                   |       |       |
|  |                        |                        |                        |  |  | 10                             | Брюнес                         | 0                              |  |  |                            |                            |                            |  |  |                   |       |       |
|  |                        |                        |                        |  |  |                                |                                |                                |  |  | 1                          | Шеллефтео                  |                            |  |  |                   |       |       |
|  |                        |                        |                        |  |  |                                |                                |                                |  |  |                            |                            |                            |  |  |                   |       |       |
|  |                        |                        |                        |  |  | 2                              | Фрёлунда                       | 2                              |  |  |                            |                            |                            |  |  |                   |       |       |
|  |                        |                        |                        |  |  | 8                              | Лулео                          | 3                              |  |  |                            |                            |                            |  |  |                   |       |       |
|  |                        |                        |                        |  |  |                                |                                |                                |  |  |                            |                            |                            |  |  |                   |       |       |
|  |                        |                        |                        |  |  |                                |                                |                                |  |  |                            |                            |                            |  |  |                   |       |       |
|  |                        |                        |                        |  |  | 3                              | Векшё Лейкерс                  | 3                              |  |  |                            |                            |                            |  |  |                   |       |       |
|  |                        |                        |                        |  |  | 6                              | Эребру                         | 2                              |  |  |                            |                            |                            |  |  |                   |       |       |
|  |                        |                        |                        |  |  |                                |                                |                                |  |  |                            |                            |                            |  |  |                   |       |       |
|  |                        |                        |                        |  |  |                                |                                |                                |  |  |                            |                            |                            |  |  | Матч за 3-е место |       |       |
|  |                        |                        |                        |  |  | 4                              | Линчёпинг                      | 3                              |  |  |                            |                            |                            |  |  |                   |       |       |
|  | 8                      | Лулео                  | 2                      |  |  | 5                              | ХВ71                           | 2                              |  |  |                            |                            |                            |  |  |                   |       |       |
|  | 9                      | Юргорден               | 0                      |  |  |                                |                                |                                |  |  |                            |                            |                            |  |  |                   |       |       |

### Квалификационный раунд
Команды, занявшие в регулярном сезоне 7 и 10 места, и команды, занявшие в регулярном сезоне 8 и 9 места, соответственно, встретятся друг с другом в сериях до 2-х побед. Команды, занявшие более высокое место в регулярном сезоне, получают «преимущество домашней площадки». Два победителя получат два оставшихся места в плей-офф.

#### (7) Ферьестад — (10) Брюнес
| 7 марта 2015 17:15 | Ферьестад | 3:4 ОТ (2:2, 0:1, 1:0, 0:1) | Брюнес | «Лёфбергс Арена», Карлстад |

| Отчёт | Отчёт                              | Отчёт | Отчёт                                   | Отчёт                                                                           |
| --- | ---------------------------------- | --- | --------------------------------------- | ------------------------------------------------------------------------------- |
| |                                    | |                                         |                                                                                 |
| | Джастин Погги — 0:00-60:00 (19/23) | Вратари | Бернхард Штаркбаум — 0:00-60:00 (36/39) | Судьи: Микаэль Хольм Сёрен Перссон Линейные судьи: Хенрик Пильблад Джимми Дамен |
| | Голы:                              | |                                         | Судьи: Микаэль Хольм Сёрен Перссон Линейные судьи: Хенрик Пильблад Джимми Дамен |
| Й.Родин (А.Салмела, М.Рёюмарк) — 03:00 Л.Перссон (М.Гулаш, Т.Коскиранта) — бол. — 05:09 Л.Перссон (Т.Раяла, М.Гулаш) — 34:09 | 1:0 1:1 2:1 2:2 2:3 :3 3:4         | 03:34 — Д.Бродин (Т.Словак, Ю.Нордквист) 06:24 — Ю.Нордквист (Д.Бродин, А.Дойч) 25:48 — А.Рёдин (Г.Скотт) 61:14 — А.Бродецкий (Я.Блумквист, О.Линдблум) |                                         | Судьи: Микаэль Хольм Сёрен Перссон Линейные судьи: Хенрик Пильблад Джимми Дамен |
| |                                    | |                                         | Судьи: Микаэль Хольм Сёрен Перссон Линейные судьи: Хенрик Пильблад Джимми Дамен |
| |                                    | |                                         | Судьи: Микаэль Хольм Сёрен Перссон Линейные судьи: Хенрик Пильблад Джимми Дамен |
| |                                    | |                                         | Судьи: Микаэль Хольм Сёрен Перссон Линейные судьи: Хенрик Пильблад Джимми Дамен |
| |                                    | |                                         | Судьи: Микаэль Хольм Сёрен Перссон Линейные судьи: Хенрик Пильблад Джимми Дамен |
| |                                    | |                                         |                                                                                 |

| 9 марта 2015 18:30 | Брюнес | 2:3 ОТ (1:1, 0:1, 1:0, 0:1) | Ферьестад | «Гавлеринкен Арена», Евле |

| Отчёт                                                                               | Отчёт                                   | Отчёт | Отчёт                                            | Отчёт                                                                           |
| ----------------------------------------------------------------------------------- | --------------------------------------- | --- | ------------------------------------------------ | ------------------------------------------------------------------------------- |
|                                                                                     |                                         | |                                                  |                                                                                 |
|                                                                                     | Бернхард Штаркбаум — 0:00-60:00 (30/33) | Вратари | Фредрик Петтерссон-Вентцель — 0:00-60:00 (31/33) | Судьи: Линус Олунд Тобиас Бьорк Линейные судьи: Фредрик Карлман Эмиль Вернстрём |
|                                                                                     | Голы:                                   | |                                                  | Судьи: Линус Олунд Тобиас Бьорк Линейные судьи: Фредрик Карлман Эмиль Вернстрём |
| О.Линдблум (К.Юс, А.Рёдин) — бол. — 18:35 Б.Суитт (Т.Уоллес, П.Вестерхольм) — 58:48 | 0:1 :1 1:2 :2 2:3                       | 04:29 — Л.Перссон (Т.Раяла, М.Гулаш) 25:26 — бол. — Т.Коскиранта (М.Гулаш, А.Сальмела) 66:12 — А.Сальмела (П.Ослунд, А.Хедман) |                                                  | Судьи: Линус Олунд Тобиас Бьорк Линейные судьи: Фредрик Карлман Эмиль Вернстрём |
|                                                                                     |                                         | |                                                  | Судьи: Линус Олунд Тобиас Бьорк Линейные судьи: Фредрик Карлман Эмиль Вернстрём |
|                                                                                     |                                         | |                                                  | Судьи: Линус Олунд Тобиас Бьорк Линейные судьи: Фредрик Карлман Эмиль Вернстрём |
|                                                                                     |                                         | |                                                  | Судьи: Линус Олунд Тобиас Бьорк Линейные судьи: Фредрик Карлман Эмиль Вернстрём |
|                                                                                     |                                         | |                                                  | Судьи: Линус Олунд Тобиас Бьорк Линейные судьи: Фредрик Карлман Эмиль Вернстрём |
|                                                                                     |                                         | |                                                  |                                                                                 |

| 10 марта 2015 18:30 | Ферьестад | 1:2 (0:0, 1:0, 1:1) | Брюнес | «Лёфбергс Арена», Карлстад |

| Отчёт                                     | Отчёт                                            | Отчёт                                                                      | Отчёт                                   | Отчёт                                                                           |
| ----------------------------------------- | ------------------------------------------------ | -------------------------------------------------------------------------- | --------------------------------------- | ------------------------------------------------------------------------------- |
|                                           |                                                  |                                                                            |                                         |                                                                                 |
|                                           | Фредрик Петтерссон-Вентцель — 0:00-60:00 (29/31) | Вратари                                                                    | Бернхард Штаркбаум — 0:00-60:00 (31/32) | Судьи: Сёрен Перссон Маркус Линде Линейные судьи: Хенрик Пильблад Тобиас Хастер |
|                                           | Голы:                                            |                                                                            |                                         | Судьи: Сёрен Перссон Маркус Линде Линейные судьи: Хенрик Пильблад Тобиас Хастер |
| Й. Нюгор (А. Хедман, А. Грундель) — 29:02 | 1:0 1:1 1:2                                      | 48:55 — Б. Суитт (Г. Скотт, А. Дойч) 58:41 — Т. Словак (Б.Суитт, А. Рёдин) |                                         | Судьи: Сёрен Перссон Маркус Линде Линейные судьи: Хенрик Пильблад Тобиас Хастер |
|                                           |                                                  |                                                                            |                                         | Судьи: Сёрен Перссон Маркус Линде Линейные судьи: Хенрик Пильблад Тобиас Хастер |
|                                           |                                                  |                                                                            |                                         | Судьи: Сёрен Перссон Маркус Линде Линейные судьи: Хенрик Пильблад Тобиас Хастер |
|                                           |                                                  |                                                                            |                                         | Судьи: Сёрен Перссон Маркус Линде Линейные судьи: Хенрик Пильблад Тобиас Хастер |
|                                           |                                                  |                                                                            |                                         | Судьи: Сёрен Перссон Маркус Линде Линейные судьи: Хенрик Пильблад Тобиас Хастер |
|                                           |                                                  |                                                                            |                                         |                                                                                 |

#### (8) Лулео — (9) Юргорден
| 7 марта 2015 17:15 | Лулео | 1:0 (1:0, 0:0, 0:0) | Юргорден | «Кооп Норрботтен Арена», Лулео |

| Отчёт                              | Отчёт                                  | Отчёт   | Отчёт                                  | Отчёт                                                                          |
| ---------------------------------- | -------------------------------------- | ------- | -------------------------------------- | ------------------------------------------------------------------------------ |
|                                    |                                        |         |                                        |                                                                                |
|                                    | Йоэль Лассинантти — 0:00-60:00 (14/14) | Вратари | Микаэль Теллквист — 0:00-60:00 (24/25) | Судьи: Микаэль Норд Патрик Шёберг Линейные судьи: Ян Сандстрёи Эмиль Илетюйнен |
|                                    | Голы:                                  |         |                                        | Судьи: Микаэль Норд Патрик Шёберг Линейные судьи: Ян Сандстрёи Эмиль Илетюйнен |
| Э.Сюльвегорд (Ю.Гранстрём) — 03:46 | 1:0                                    |         |                                        | Судьи: Микаэль Норд Патрик Шёберг Линейные судьи: Ян Сандстрёи Эмиль Илетюйнен |
|                                    |                                        |         |                                        | Судьи: Микаэль Норд Патрик Шёберг Линейные судьи: Ян Сандстрёи Эмиль Илетюйнен |
|                                    |                                        |         |                                        | Судьи: Микаэль Норд Патрик Шёберг Линейные судьи: Ян Сандстрёи Эмиль Илетюйнен |
|                                    |                                        |         |                                        | Судьи: Микаэль Норд Патрик Шёберг Линейные судьи: Ян Сандстрёи Эмиль Илетюйнен |
|                                    |                                        |         |                                        | Судьи: Микаэль Норд Патрик Шёберг Линейные судьи: Ян Сандстрёи Эмиль Илетюйнен |
|                                    |                                        |         |                                        |                                                                                |

| 9 марта 2015 18:30 | Юргорден | 1:3 (0:2, 1:0, 0:1) | Лулео | «Ховет», Стокгольм |

| Отчёт                           | Отчёт                                  | Отчёт                                                                     | Отчёт                                  | Отчёт                                                                               |
| ------------------------------- | -------------------------------------- | ------------------------------------------------------------------------- | -------------------------------------- | ----------------------------------------------------------------------------------- |
|                                 |                                        |                                                                           |                                        |                                                                                     |
|                                 | Микаэль Теллквист — 0:00-60:00 (32/35) | Вратари                                                                   | Йоэль Лассинантти — 0:00-60:00 (14/15) | Судьи: Морган Юханссон Пер Клессон Линейные судьи: Тобиас Хастер Андреас Мальмквист |
|                                 | Голы:                                  |                                                                           |                                        | Судьи: Морган Юханссон Пер Клессон Линейные судьи: Тобиас Хастер Андреас Мальмквист |
| М.Сёренсен (Й.Эрикссон) — 33:41 | 0:1 0:2 1:2 1:3                        | 02:10 — К.Фабрисиус 02:54 — Ю.Харью (К.Эбботт, Д.Заар) 58:29 — Ю.Форсберг |                                        | Судьи: Морган Юханссон Пер Клессон Линейные судьи: Тобиас Хастер Андреас Мальмквист |
|                                 |                                        |                                                                           |                                        | Судьи: Морган Юханссон Пер Клессон Линейные судьи: Тобиас Хастер Андреас Мальмквист |
|                                 |                                        |                                                                           |                                        | Судьи: Морган Юханссон Пер Клессон Линейные судьи: Тобиас Хастер Андреас Мальмквист |
|                                 |                                        |                                                                           |                                        | Судьи: Морган Юханссон Пер Клессон Линейные судьи: Тобиас Хастер Андреас Мальмквист |
|                                 |                                        |                                                                           |                                        | Судьи: Морган Юханссон Пер Клессон Линейные судьи: Тобиас Хастер Андреас Мальмквист |
|                                 |                                        |                                                                           |                                        |                                                                                     |

### Четвертьфиналы

#### (1) Шеллефтео — (10) Брюнес
| 12 марта 2015 | Шеллефтео | 4:1 | Брюнес | «Шеллефтео Крафт Арена», Шеллефтео |

| Отчёт                                                                        | Отчёт                                | Отчёт           | Отчёт                                   | Отчёт                                                                    |
| ---------------------------------------------------------------------------- | ------------------------------------ | --------------- | --------------------------------------- | ------------------------------------------------------------------------ |
|                                                                              |                                      |                 |                                         |                                                                          |
|                                                                              | Маркус Свенссон — 0:00-60:00 (23/24) | Вратари         | Бернхард Штаркбаум — 0:00-60:00 (27/31) | Судьи: Линус Олунд Тобиас Бьорк Линейные судьи: Ян Сандстрём Юханнес Кек |
|                                                                              | Голы:                                |                 |                                         | Судьи: Линус Олунд Тобиас Бьорк Линейные судьи: Ян Сандстрём Юханнес Кек |
| Э.Кэлоф — 05:39 К.Кабанов — бол. — 18:06 С.Ахо — pp — 21:01 Д.Видинг — 54:42 | 1:0 1:1 2:1 3:1 4:1                  | 14:25 — А.Рёдин |                                         | Судьи: Линус Олунд Тобиас Бьорк Линейные судьи: Ян Сандстрём Юханнес Кек |
|                                                                              |                                      |                 |                                         | Судьи: Линус Олунд Тобиас Бьорк Линейные судьи: Ян Сандстрём Юханнес Кек |
|                                                                              |                                      |                 |                                         | Судьи: Линус Олунд Тобиас Бьорк Линейные судьи: Ян Сандстрём Юханнес Кек |
|                                                                              |                                      |                 |                                         | Судьи: Линус Олунд Тобиас Бьорк Линейные судьи: Ян Сандстрём Юханнес Кек |
|                                                                              |                                      |                 |                                         | Судьи: Линус Олунд Тобиас Бьорк Линейные судьи: Ян Сандстрём Юханнес Кек |
|                                                                              |                                      |                 |                                         |                                                                          |

| 14 марта 2015 | Брюнес | 2:4 | Шеллефтео | «Гавлеринкен Арена», Евле |

| Отчёт                                      | Отчёт                                   | Отчёт                                                                                   | Отчёт                                | Отчёт                                                                          |
| ------------------------------------------ | --------------------------------------- | --------------------------------------------------------------------------------------- | ------------------------------------ | ------------------------------------------------------------------------------ |
|                                            |                                         |                                                                                         |                                      |                                                                                |
|                                            | Бернхард Штаркбаум — 0:00-60:00 (31/34) | Вратари                                                                                 | Маркус Свенссон — 0:00-60:00 (25/27) | Судьи: Тобиас Бьорк Сёрен Перссон Линейные судьи: Фредрик Карлман Джимми Дамен |
|                                            | Голы:                                   |                                                                                         |                                      | Судьи: Тобиас Бьорк Сёрен Перссон Линейные судьи: Фредрик Карлман Джимми Дамен |
| Й.Нордквист — 08:43 А.Рёдин — бол. — 16:15 | 0:1 :1 2:1 2:2 2:3 2:4                  | 07:19 — Э.Кэлоф 17:21 — бол. — Э.Форсселль 18:25 — Я.Песонен 18:42 — п.в. — Э.Форсселль |                                      | Судьи: Тобиас Бьорк Сёрен Перссон Линейные судьи: Фредрик Карлман Джимми Дамен |
|                                            |                                         |                                                                                         |                                      | Судьи: Тобиас Бьорк Сёрен Перссон Линейные судьи: Фредрик Карлман Джимми Дамен |
|                                            |                                         |                                                                                         |                                      | Судьи: Тобиас Бьорк Сёрен Перссон Линейные судьи: Фредрик Карлман Джимми Дамен |
|                                            |                                         |                                                                                         |                                      | Судьи: Тобиас Бьорк Сёрен Перссон Линейные судьи: Фредрик Карлман Джимми Дамен |
|                                            |                                         |                                                                                         |                                      | Судьи: Тобиас Бьорк Сёрен Перссон Линейные судьи: Фредрик Карлман Джимми Дамен |
|                                            |                                         |                                                                                         |                                      |                                                                                |

| 16 марта 2015 | Шеллефтео | 3:2 ОТ | Брюнес | «Шеллефтео Крафт Арена», Шеллефтео |

| Отчёт                                                           | Отчёт                                | Отчёт                        | Отчёт                                | Отчёт                                                                         |
| --------------------------------------------------------------- | ------------------------------------ | ---------------------------- | ------------------------------------ | ----------------------------------------------------------------------------- |
|                                                                 |                                      |                              |                                      |                                                                               |
|                                                                 | Маркус Свенссон — 0:00-63:35 (31/33) | Вратари                      | Юхан Хольмквист — 0:00-63:35 (31/34) | Судьи: Сёрен Перссон Линус Олунд Линейные судьи: Эмиль Илетюйнен Ян Сандстрём |
|                                                                 | Голы:                                |                              |                                      | Судьи: Сёрен Перссон Линус Олунд Линейные судьи: Эмиль Илетюйнен Ян Сандстрём |
| А.Линдхольм — 01:42 Э.Форсселль — бол. — 51:19 Д.Видинг — 63:35 | 1:0 1:1 1:2 :2 3:2                   | 18:46 — А.Рёдин 40:26 — К.Юс |                                      | Судьи: Сёрен Перссон Линус Олунд Линейные судьи: Эмиль Илетюйнен Ян Сандстрём |
|                                                                 |                                      |                              |                                      | Судьи: Сёрен Перссон Линус Олунд Линейные судьи: Эмиль Илетюйнен Ян Сандстрём |
|                                                                 |                                      |                              |                                      | Судьи: Сёрен Перссон Линус Олунд Линейные судьи: Эмиль Илетюйнен Ян Сандстрём |
|                                                                 |                                      |                              |                                      | Судьи: Сёрен Перссон Линус Олунд Линейные судьи: Эмиль Илетюйнен Ян Сандстрём |
|                                                                 |                                      |                              |                                      | Судьи: Сёрен Перссон Линус Олунд Линейные судьи: Эмиль Илетюйнен Ян Сандстрём |
|                                                                 |                                      |                              |                                      |                                                                               |

| 18 марта 2015 18:30 | Брюнес | 2:6 (0:1, 1:4, 1:1) | Шеллефтео | «Гавлеринкен Арена», Евле |

| Отчёт                                                                        | Отчёт                                                                        | Отчёт | Отчёт                                | Отчёт                                                                            |
| ---------------------------------------------------------------------------- | ---------------------------------------------------------------------------- | --- | ------------------------------------ | -------------------------------------------------------------------------------- |
|                                                                              |                                                                              | |                                      |                                                                                  |
|                                                                              | Бернхард Штаркбаум — 0:00-20:00 (20/25) Феликс Сандстрём — 20:00-60:00 (5/6) | Вратари | Маркус Свенссон — 0:00-60:00 (19/21) | Судьи: Тобиас Бьорк Линус Олунд Линейные судьи: Фредрик Альтберг Эмиль Вернстрём |
|                                                                              | Голы:                                                                        | |                                      | Судьи: Тобиас Бьорк Линус Олунд Линейные судьи: Фредрик Альтберг Эмиль Вернстрём |
| А.Рёдин (А.Бродецкий) — 12:08 П.Вестерхольм (М.Нёрстебё, Д.Маннберг) — 46:28 | 0:1 0:2 0:3 1:3 1:4 1:5 2:5 2:6                                              | 00:33 — А.Хольмстрём (Т.Хед) 30:01 — бол. — П.Закриссон (Т.Хед, Р.Шремп) 41:20 — Д.Норман (Д.Видинг, М.Шевц) 34:48 — П.Линдхольм (Н.Бурстрём, О.Сундквист) 35:54 — Э.Кэлоф 51:09 — Т.Хед (П.Линдхольм) |                                      | Судьи: Тобиас Бьорк Линус Олунд Линейные судьи: Фредрик Альтберг Эмиль Вернстрём |
|                                                                              |                                                                              | |                                      | Судьи: Тобиас Бьорк Линус Олунд Линейные судьи: Фредрик Альтберг Эмиль Вернстрём |
|                                                                              |                                                                              | |                                      | Судьи: Тобиас Бьорк Линус Олунд Линейные судьи: Фредрик Альтберг Эмиль Вернстрём |
|                                                                              |                                                                              | |                                      | Судьи: Тобиас Бьорк Линус Олунд Линейные судьи: Фредрик Альтберг Эмиль Вернстрём |
|                                                                              |                                                                              | |                                      | Судьи: Тобиас Бьорк Линус Олунд Линейные судьи: Фредрик Альтберг Эмиль Вернстрём |
|                                                                              |                                                                              | |                                      |                                                                                  |

#### (2) Фрёлунда — (8) Лулео
| 12 марта 2015 18:30 | Фрёлунда | 3:2 (1:0, 2:1, 0:1) | Лулео | «Скандинавиум», Гётеборг |

| Отчёт | Отчёт                              | Отчёт                                                                              | Отчёт                                  | Отчёт                                                                               |
| --- | ---------------------------------- | ---------------------------------------------------------------------------------- | -------------------------------------- | ----------------------------------------------------------------------------------- |
| |                                    |                                                                                    |                                        |                                                                                     |
| | Ларс Юханссон — 0:00-60:00 (29/31) | Вратари                                                                            | Йоэль Лассинантти — 0:00-60:00 (23/26) | Судьи: Морган Юханссон Микаэль Норд Линейные судьи: Хенрик Пильблад Людвиг Лундгрен |
| | Голы:                              |                                                                                    |                                        | Судьи: Морган Юханссон Микаэль Норд Линейные судьи: Хенрик Пильблад Людвиг Лундгрен |
| М.Гёрц (М.Олимб, Э.Густафссон) — бол. — 10:53 А.Юнссон (М.Олимб) — 22:30 М.Гёрц (М.Олимб, А.Юнссон) — 25:48 | 1:0 2:0 3:0 3:1 3:2                | 35:01 — П.Чегларик (К.Эбботт, Э.Сюльвегорд) 58:12 — Ю.Харью (Д.Кукан, Л.Валльмарк) |                                        | Судьи: Морган Юханссон Микаэль Норд Линейные судьи: Хенрик Пильблад Людвиг Лундгрен |
| |                                    |                                                                                    |                                        | Судьи: Морган Юханссон Микаэль Норд Линейные судьи: Хенрик Пильблад Людвиг Лундгрен |
| |                                    |                                                                                    |                                        | Судьи: Морган Юханссон Микаэль Норд Линейные судьи: Хенрик Пильблад Людвиг Лундгрен |
| |                                    |                                                                                    |                                        | Судьи: Морган Юханссон Микаэль Норд Линейные судьи: Хенрик Пильблад Людвиг Лундгрен |
| |                                    |                                                                                    |                                        | Судьи: Морган Юханссон Микаэль Норд Линейные судьи: Хенрик Пильблад Людвиг Лундгрен |
| |                                    |                                                                                    |                                        |                                                                                     |

| 14 марта 2015 17:15 | Лулео | 2:1 (1:0, 0:1, 1:0) | Фрёлунда | «Кооп Норботтен Арена», Лулео |

| Отчёт                                                                                     | Отчёт                                  | Отчёт                                            | Отчёт                              | Отчёт                                                                        |
| ----------------------------------------------------------------------------------------- | -------------------------------------- | ------------------------------------------------ | ---------------------------------- | ---------------------------------------------------------------------------- |
|                                                                                           |                                        |                                                  |                                    |                                                                              |
|                                                                                           | Йоэль Лассинантти — 0:00-60:00 (22/23) | Вратари                                          | Ларс Юханссон — 0:00-60:00 (23/25) | Судьи: Микаэль Норд Пер Клаэсслн Линейные судьи: Юханнес Кек Эмиль Илетюйнен |
|                                                                                           | Голы:                                  |                                                  |                                    | Судьи: Микаэль Норд Пер Клаэсслн Линейные судьи: Юханнес Кек Эмиль Илетюйнен |
| Д.Заар (Л.Валльмарк, Д.Кукан) — бол. — 01:57 Ч.Биллинс (Ю.Харью, К.Эбботт) — бол. — 50:39 | 1:0 1:1 2:1                            | 16:23 — бол. — М.Янмарк (О.Фантенберг, К.Бекман) |                                    | Судьи: Микаэль Норд Пер Клаэсслн Линейные судьи: Юханнес Кек Эмиль Илетюйнен |
|                                                                                           |                                        |                                                  |                                    | Судьи: Микаэль Норд Пер Клаэсслн Линейные судьи: Юханнес Кек Эмиль Илетюйнен |
|                                                                                           |                                        |                                                  |                                    | Судьи: Микаэль Норд Пер Клаэсслн Линейные судьи: Юханнес Кек Эмиль Илетюйнен |
|                                                                                           |                                        |                                                  |                                    | Судьи: Микаэль Норд Пер Клаэсслн Линейные судьи: Юханнес Кек Эмиль Илетюйнен |
|                                                                                           |                                        |                                                  |                                    | Судьи: Микаэль Норд Пер Клаэсслн Линейные судьи: Юханнес Кек Эмиль Илетюйнен |
|                                                                                           |                                        |                                                  |                                    |                                                                              |

| 16 марта 2015 18:30 | Фрёлунда | 1:3 (0:1, 0:1, 1:1) | Лулео | «Скандинавиум», Гётеборг |

| Отчёт                                              | Отчёт                              | Отчёт                                                                                            | Отчёт                                  | Отчёт                                                                             |
| -------------------------------------------------- | ---------------------------------- | ------------------------------------------------------------------------------------------------ | -------------------------------------- | --------------------------------------------------------------------------------- |
|                                                    |                                    |                                                                                                  |                                        |                                                                                   |
|                                                    | Ларс Юханссон — 0:00-60:00 (23/25) | Вратари                                                                                          | Йоэль Лассинантти — 0:00-60:00 (30/31) | Судьи: Пер Клаэссон Морган Юханссон Линейные судьи: Хенрик Пильблад Тобиас Хастер |
|                                                    | Голы:                              |                                                                                                  |                                        | Судьи: Пер Клаэссон Морган Юханссон Линейные судьи: Хенрик Пильблад Тобиас Хастер |
| 49:06 — Й.Лундквист (А.Лехконен, М.Россели-Ольсен) | 0:1 0:2 1:2 1:3                    | Д.Заар (П.Чегларик, Л.Валльмарк) — бол. — 06:25 К.Някювя (Л.Петрелль) — 32:19 Н.Фогстрём — 59:05 |                                        | Судьи: Пер Клаэссон Морган Юханссон Линейные судьи: Хенрик Пильблад Тобиас Хастер |
|                                                    |                                    |                                                                                                  |                                        | Судьи: Пер Клаэссон Морган Юханссон Линейные судьи: Хенрик Пильблад Тобиас Хастер |
|                                                    |                                    |                                                                                                  |                                        | Судьи: Пер Клаэссон Морган Юханссон Линейные судьи: Хенрик Пильблад Тобиас Хастер |
|                                                    |                                    |                                                                                                  |                                        | Судьи: Пер Клаэссон Морган Юханссон Линейные судьи: Хенрик Пильблад Тобиас Хастер |
|                                                    |                                    |                                                                                                  |                                        | Судьи: Пер Клаэссон Морган Юханссон Линейные судьи: Хенрик Пильблад Тобиас Хастер |
|                                                    |                                    |                                                                                                  |                                        |                                                                                   |

| 18 марта 2015 18:30 | Лулео | 3:2 (1:1, 2:1, 0:0) | Фрёлунда | «Кооп Норботтен Арена», Лулео |

| Отчёт                                                                                         | Отчёт                                  | Отчёт                                                                                                 | Отчёт                              | Отчёт                                                                        |
| --------------------------------------------------------------------------------------------- | -------------------------------------- | --- | ---------------------------------- | ---------------------------------------------------------------------------- |
|                                                                                               |                                        | |                                    |                                                                              |
|                                                                                               | Йоэль Лассинантти — 0:00-60:00 (29/31) | Вратари                                                                                               | Ларс Юханссон — 0:00-60:00 (23/26) | Судьи: Морган Юханссон Микаэль Норд Линейные судьи: Юханнес Кек Ян Сандстрём |
|                                                                                               | Голы:                                  | |                                    | Судьи: Морган Юханссон Микаэль Норд Линейные судьи: Юханнес Кек Ян Сандстрём |
| П.Ледин (К.Эбботт, Ж.Сигале) — 06:47 Л.Брюггман (Л.Валльмарк, Д.Заар) — 34:59 Ю.Харью — 37:03 | 1:0 1:1 1:2 :2 3:2                     | 15:16 — бол. — М.Янмарк (О.Фантенберг, Л.Юханссон) 33:45 — бол. — Й.Лундквист (А.Юнссон, М.Викстранд) |                                    | Судьи: Морган Юханссон Микаэль Норд Линейные судьи: Юханнес Кек Ян Сандстрём |
|                                                                                               |                                        | |                                    | Судьи: Морган Юханссон Микаэль Норд Линейные судьи: Юханнес Кек Ян Сандстрём |
|                                                                                               |                                        | |                                    | Судьи: Морган Юханссон Микаэль Норд Линейные судьи: Юханнес Кек Ян Сандстрём |
|                                                                                               |                                        | |                                    | Судьи: Морган Юханссон Микаэль Норд Линейные судьи: Юханнес Кек Ян Сандстрём |
|                                                                                               |                                        | |                                    | Судьи: Морган Юханссон Микаэль Норд Линейные судьи: Юханнес Кек Ян Сандстрём |
|                                                                                               |                                        | |                                    |                                                                              |

| 20 марта 2015 18:30 | Фрёлунда | 3:2 ОТ (0:0, 2:2, 0:0, 1:0) | Лулео | «Скандинавиум», Гётеборг |

| Отчёт | Отчёт                              | Отчёт                                                                                 | Отчёт                                  | Отчёт                                                                          |
| --- | ---------------------------------- | ------------------------------------------------------------------------------------- | -------------------------------------- | ------------------------------------------------------------------------------ |
| |                                    |                                                                                       |                                        |                                                                                |
| | Ларс Юханссон — 0:00-60:09 (19/21) | Вратари                                                                               | Йоэль Лассинантти — 0:00-60:09 (24/27) | Судьи: Микаэль Норд Пер Клаэссон Линейные судьи: Хенрик Пильблад Тобиас Хастер |
| | Голы:                              |                                                                                       |                                        | Судьи: Микаэль Норд Пер Клаэссон Линейные судьи: Хенрик Пильблад Тобиас Хастер |
| П.Видерстрём (О.Бом, К.Бекман) — 26:11 Ю.Лундквист (Р.Лэш, М.Россели-Ольсен) — 30:25 М.Россели-Ольсен (Ю.Лундквист, Э.Фельт) — 60:09 | 1:0 1:1 2:1 2:2 3:2                | 29:46 — Ю.Форсберг (Л.Валльмарк, К.Някювя) 13:56 — Ю.Форсберг (Ч.Биллинс, Н.Фогстрём) |                                        | Судьи: Микаэль Норд Пер Клаэссон Линейные судьи: Хенрик Пильблад Тобиас Хастер |
| |                                    |                                                                                       |                                        | Судьи: Микаэль Норд Пер Клаэссон Линейные судьи: Хенрик Пильблад Тобиас Хастер |
| |                                    |                                                                                       |                                        | Судьи: Микаэль Норд Пер Клаэссон Линейные судьи: Хенрик Пильблад Тобиас Хастер |
| |                                    |                                                                                       |                                        | Судьи: Микаэль Норд Пер Клаэссон Линейные судьи: Хенрик Пильблад Тобиас Хастер |
| |                                    |                                                                                       |                                        | Судьи: Микаэль Норд Пер Клаэссон Линейные судьи: Хенрик Пильблад Тобиас Хастер |
| |                                    |                                                                                       |                                        |                                                                                |

| 22 марта 2015 17:15 | Лулео | 17:15 | Фрёлунда | «Кооп Норботтен Арена», Лулео |

| 24 марта 2015 18:30 | Фрёлунда | 18:30 | Лулео | «Скандинавиум», Гётеборг |

#### (3) Векшё Лейкерс — (6) Эребру
| 13 марта 2015 18:30 | Векшё Лейкерс | 2:3 (0:0, 2:0, 0:3) | Эребру | «Вида Арена», Векшё |

| Отчёт                                                     | Отчёт                                    | Отчёт | Отчёт                              | Отчёт                                                                            |
| --------------------------------------------------------- | ---------------------------------------- | --- | ---------------------------------- | -------------------------------------------------------------------------------- |
|                                                           |                                          | |                                    |                                                                                  |
|                                                           | Кристофер Нильсторп — 0:00-60:00 (17/20) | Вратари | Юлиус Гудачек — 0:00-60:00 (28/30) | Судьи: Маркус Линде Микаэль Шёберг Линейные судьи: Тобиас Хастер Людвиг Лундгрен |
|                                                           | Голы:                                    | |                                    | Судьи: Маркус Линде Микаэль Шёберг Линейные судьи: Тобиас Хастер Людвиг Лундгрен |
| С.Эриксон — 02:36 Р.Рахшани (В.Варакас, Т.Каллио) — 05:39 | 1:0 2:0 2:1 2:2 2:3                      | 24:14 — Ю.Адольфссон (Б.Петтерссон, М.Вайнсток) 15:22 — бол. — М.Вайнсток (Д.Олин, П.Заморский) 39:11 — Д.Викстен (М.Юханссон, Й.Яльванти) |                                    | Судьи: Маркус Линде Микаэль Шёберг Линейные судьи: Тобиас Хастер Людвиг Лундгрен |
|                                                           |                                          | |                                    | Судьи: Маркус Линде Микаэль Шёберг Линейные судьи: Тобиас Хастер Людвиг Лундгрен |
|                                                           |                                          | |                                    | Судьи: Маркус Линде Микаэль Шёберг Линейные судьи: Тобиас Хастер Людвиг Лундгрен |
|                                                           |                                          | |                                    | Судьи: Маркус Линде Микаэль Шёберг Линейные судьи: Тобиас Хастер Людвиг Лундгрен |
|                                                           |                                          | |                                    | Судьи: Маркус Линде Микаэль Шёберг Линейные судьи: Тобиас Хастер Людвиг Лундгрен |
|                                                           |                                          | |                                    |                                                                                  |

| 15 марта 2015 17:15 | Эребру | 2:5 (0:1, 1:3, 1:1) | Векшё Лейкерс | «Берн Арена», Эребру |

| Отчёт                                                                                            | Отчёт                              | Отчёт | Отчёт                                    | Отчёт                                                                           |
| ------------------------------------------------------------------------------------------------ | ---------------------------------- | --- | ---------------------------------------- | ------------------------------------------------------------------------------- |
|                                                                                                  |                                    | |                                          |                                                                                 |
|                                                                                                  | Юлиус Гудачек — 0:00-60:00 (24/28) | Вратари | Кристофер Нильсторп — 0:00-60:00 (33/35) | Судьи: Вольмер Эдквист Маркус Линде Линейные судьи: Фредрик Альтберг Эрьян Олен |
|                                                                                                  | Голы:                              | |                                          | Судьи: Вольмер Эдквист Маркус Линде Линейные судьи: Фредрик Альтберг Эрьян Олен |
| Д.Викстен (В.Вииталуома, Х.Лёвдаль) — бол. — 34:45 Б.Уиллси (М.Лехтонен, В.Экбум) — бол. — 16:29 | 0:1 0:2 0:3 0:4 1:4 2:4 2:5        | 17:02 — Р.Розен (Т.Киискинен, Н.Джонсон) 24:13 — бол. — Р.Розен (Д.Тамбеллини, Т.Киискинен) 09:33 — Р.Рахшани (Д.Тамбеллини) 32:41 — Д.Тамбеллини (Л.Реддокс, Я.Лаюнен) 58:32 — Н.Джонсон (Т.Киискинен) |                                          | Судьи: Вольмер Эдквист Маркус Линде Линейные судьи: Фредрик Альтберг Эрьян Олен |
|                                                                                                  |                                    | |                                          | Судьи: Вольмер Эдквист Маркус Линде Линейные судьи: Фредрик Альтберг Эрьян Олен |
|                                                                                                  |                                    | |                                          | Судьи: Вольмер Эдквист Маркус Линде Линейные судьи: Фредрик Альтберг Эрьян Олен |
|                                                                                                  |                                    | |                                          | Судьи: Вольмер Эдквист Маркус Линде Линейные судьи: Фредрик Альтберг Эрьян Олен |
|                                                                                                  |                                    | |                                          | Судьи: Вольмер Эдквист Маркус Линде Линейные судьи: Фредрик Альтберг Эрьян Олен |
|                                                                                                  |                                    | |                                          |                                                                                 |

| 17 марта 2015 18:30 | Векшё Лейкерс | 1:0 ОТ (0:0, 0:0, 0:0, 1:0) | Эребру | «Вида Арена», Векшё |

| Отчёт                                       | Отчёт                                    | Отчёт   | Отчёт                              | Отчёт                                                                                     |
| ------------------------------------------- | ---------------------------------------- | ------- | ---------------------------------- | ----------------------------------------------------------------------------------------- |
|                                             |                                          |         |                                    |                                                                                           |
|                                             | Кристофер Нильсторп — 0:00-62:57 (21/21) | Вратари | Юлиус Гудачек — 0:00-62:57 (25/26) | Судьи: Микаэль Шёквист Вольмер Эдквист Линейные судьи: Андреас Мальмквист Людвиг Лундгрен |
|                                             | Голы:                                    |         |                                    | Судьи: Микаэль Шёквист Вольмер Эдквист Линейные судьи: Андреас Мальмквист Людвиг Лундгрен |
| Д.Тамбеллини (Д.Хеннеси, Р.Рахшани) — 62:57 | 1:0                                      |         |                                    | Судьи: Микаэль Шёквист Вольмер Эдквист Линейные судьи: Андреас Мальмквист Людвиг Лундгрен |
|                                             |                                          |         |                                    | Судьи: Микаэль Шёквист Вольмер Эдквист Линейные судьи: Андреас Мальмквист Людвиг Лундгрен |
|                                             |                                          |         |                                    | Судьи: Микаэль Шёквист Вольмер Эдквист Линейные судьи: Андреас Мальмквист Людвиг Лундгрен |
|                                             |                                          |         |                                    | Судьи: Микаэль Шёквист Вольмер Эдквист Линейные судьи: Андреас Мальмквист Людвиг Лундгрен |
|                                             |                                          |         |                                    | Судьи: Микаэль Шёквист Вольмер Эдквист Линейные судьи: Андреас Мальмквист Людвиг Лундгрен |
|                                             |                                          |         |                                    |                                                                                           |

| 19 марта 2015 18:30 | Эребру | 4:3 (1:1, 3:0, 0:2) | Векшё Лейкерс | «Берн Арена», Эребру |

| Отчёт | Отчёт                              | Отчёт | Отчёт                                    | Отчёт                                                                             |
| --- | ---------------------------------- | --- | ---------------------------------------- | --------------------------------------------------------------------------------- |
| |                                    | |                                          |                                                                                   |
| | Юлиус Гудачек — 0:00-60:00 (23/26) | Вратари | Кристофер Нильсторп — 0:00-60:00 (16/20) | Судьи: Маркус Линде Микаэль Шёквист Линейные судьи: Тобиас Хастер Фредрик Карлман |
| | Голы:                              | |                                          | Судьи: Маркус Линде Микаэль Шёквист Линейные судьи: Тобиас Хастер Фредрик Карлман |
| Д.Викстен — 13:36 П.Заморский (М.Юханссон, Д.Райан) — бол. — 21:39 Х.Лёвдаль (М.Анттила, Ю.Адольфссон) — 26:31 М.Лехтонен (В.Вииталуома, М.Вайнсток) — бол. — 32:07 | 0:1 :1 2:1 3:1 4:1 4:2 4:3         | 02:47 — Я.Лаюнен (Д.Тамбеллини) 48:15 — мен. — Э.Юзефссон (Д.Хеннеси) 16:17 — Д.Хеннеси (Т.Каллио, К.Мёрфи) |                                          | Судьи: Маркус Линде Микаэль Шёквист Линейные судьи: Тобиас Хастер Фредрик Карлман |
| |                                    | |                                          | Судьи: Маркус Линде Микаэль Шёквист Линейные судьи: Тобиас Хастер Фредрик Карлман |
| |                                    | |                                          | Судьи: Маркус Линде Микаэль Шёквист Линейные судьи: Тобиас Хастер Фредрик Карлман |
| |                                    | |                                          | Судьи: Маркус Линде Микаэль Шёквист Линейные судьи: Тобиас Хастер Фредрик Карлман |
| |                                    | |                                          | Судьи: Маркус Линде Микаэль Шёквист Линейные судьи: Тобиас Хастер Фредрик Карлман |
| |                                    | |                                          |                                                                                   |

| 21 марта 2015 17:15 | Векшё Лейкерс | 2:0 (0:0, 2:0, 0:0) | Эребру | «Вида Арена», Векшё |

| Отчёт                                                                   | Отчёт                                    | Отчёт   | Отчёт                              | Отчёт                                                                                   |
| ----------------------------------------------------------------------- | ---------------------------------------- | ------- | ---------------------------------- | --------------------------------------------------------------------------------------- |
|                                                                         |                                          |         |                                    |                                                                                         |
|                                                                         | Кристофер Нильсторп — 0:00-60:00 (24/24) | Вратари | Юлиус Гудачек — 0:00-60:00 (30/32) | Судьи: Маркус Линде Вольмер Эдквист Линейные судьи: Фредрик Альтберг Андреас Мальмквист |
|                                                                         | Голы:                                    |         |                                    | Судьи: Маркус Линде Вольмер Эдквист Линейные судьи: Фредрик Альтберг Андреас Мальмквист |
| Я.Лаюнен (Л.Реддокс) — 20:18 Т.Лааксо (Д.Тамбеллини, В.Варакас) — 25:39 | 1:0 2:0                                  |         |                                    | Судьи: Маркус Линде Вольмер Эдквист Линейные судьи: Фредрик Альтберг Андреас Мальмквист |
|                                                                         |                                          |         |                                    | Судьи: Маркус Линде Вольмер Эдквист Линейные судьи: Фредрик Альтберг Андреас Мальмквист |
|                                                                         |                                          |         |                                    | Судьи: Маркус Линде Вольмер Эдквист Линейные судьи: Фредрик Альтберг Андреас Мальмквист |
|                                                                         |                                          |         |                                    | Судьи: Маркус Линде Вольмер Эдквист Линейные судьи: Фредрик Альтберг Андреас Мальмквист |
|                                                                         |                                          |         |                                    | Судьи: Маркус Линде Вольмер Эдквист Линейные судьи: Фредрик Альтберг Андреас Мальмквист |
|                                                                         |                                          |         |                                    |                                                                                         |

| 23 марта 2015 18:30 | Эребру | 18:30 | Векшё Лейкерс | «Берн Арена», Эребру |

| 25 марта 2015 18:30 | Векшё Лейкерс | 18:30 | Эребру | «Вида Арена», Векшё |

#### (4) Линчёпинг — (5) ХВ71
| 13 марта 2015 18:30 | Линчёпинг | 3:2 (1:1, 2:0, 0:1) | ХВ71 | «Сааб Арена», Линчёпинг |

| Отчёт | Отчёт                             | Отчёт                                                      | Отчёт                               | Отчёт                                                                                |
| --- | --------------------------------- | ---------------------------------------------------------- | ----------------------------------- | ------------------------------------------------------------------------------------ |
| |                                   |                                                            |                                     |                                                                                      |
| | Давид Раутио — 0:00-60:00 (22/24) | Вратари                                                    | Густаф Весслау — 0:00-60:00 (23/26) | Судьи: Томас Андерссон Патрик Шёберг Линейные судьи: Джимми Дамен Андреас Мальмквист |
| | Голы:                             |                                                            |                                     | Судьи: Томас Андерссон Патрик Шёберг Линейные судьи: Джимми Дамен Андреас Мальмквист |
| Н.Хардт (Б.Литтл, Ю.Юнланд) — 04:58 Я.Врана (Н.Хардт) — бол. — 23:51 Я.Врана (Д.Рахими, Ю.Сальмонссон) — 37:53 | 1:0 1:1 2:1 3:1 3:2               | 08:54 — А.Емтин (К.Берглунд, Ф.Сандберг) 40:50 — К.Камполи |                                     | Судьи: Томас Андерссон Патрик Шёберг Линейные судьи: Джимми Дамен Андреас Мальмквист |
| |                                   |                                                            |                                     | Судьи: Томас Андерссон Патрик Шёберг Линейные судьи: Джимми Дамен Андреас Мальмквист |
| |                                   |                                                            |                                     | Судьи: Томас Андерссон Патрик Шёберг Линейные судьи: Джимми Дамен Андреас Мальмквист |
| |                                   |                                                            |                                     | Судьи: Томас Андерссон Патрик Шёберг Линейные судьи: Джимми Дамен Андреас Мальмквист |
| |                                   |                                                            |                                     | Судьи: Томас Андерссон Патрик Шёберг Линейные судьи: Джимми Дамен Андреас Мальмквист |
| |                                   |                                                            |                                     |                                                                                      |

| 15 марта 2015 17:15 | ХВ71 | 3:2 (0:0, 1:2, 2:0) | Линчёпинг | «Киннарпс Арена», Йёнчёпинг |

| Отчёт                                                                                            | Отчёт                               | Отчёт                                                                       | Отчёт                             | Отчёт                                                                                 |
| ------------------------------------------------------------------------------------------------ | ----------------------------------- | --------------------------------------------------------------------------- | --------------------------------- | ------------------------------------------------------------------------------------- |
|                                                                                                  |                                     |                                                                             |                                   |                                                                                       |
|                                                                                                  | Густаф Весслау — 0:00-60:00 (20/26) | Вратари                                                                     | Давид Раутио — 0:00-60:00 (19/22) | Судьи: Микаэль Хольм Патрик Шёберг Линейные судьи: Эмиль Вернстрём Андреас Мальмквист |
|                                                                                                  | Голы:                               |                                                                             |                                   | Судьи: Микаэль Хольм Патрик Шёберг Линейные судьи: Эмиль Вернстрём Андреас Мальмквист |
| Э.Кристенсен (Г.Весслау) — 21:29 М.Карлссон (П.Карлссон) — 56:27 Э.Кристенсен (Т.Бритен) — 58:57 | 1:0 1:1 1:2 :2 3:2                  | 27:11 — Ю.Сальмонссон (Ю.Альмторп) 27:54 — Д.Микфликер (Г.Карлссон, Д.Тафф) |                                   | Судьи: Микаэль Хольм Патрик Шёберг Линейные судьи: Эмиль Вернстрём Андреас Мальмквист |
|                                                                                                  |                                     |                                                                             |                                   | Судьи: Микаэль Хольм Патрик Шёберг Линейные судьи: Эмиль Вернстрём Андреас Мальмквист |
|                                                                                                  |                                     |                                                                             |                                   | Судьи: Микаэль Хольм Патрик Шёберг Линейные судьи: Эмиль Вернстрём Андреас Мальмквист |
|                                                                                                  |                                     |                                                                             |                                   | Судьи: Микаэль Хольм Патрик Шёберг Линейные судьи: Эмиль Вернстрём Андреас Мальмквист |
|                                                                                                  |                                     |                                                                             |                                   | Судьи: Микаэль Хольм Патрик Шёберг Линейные судьи: Эмиль Вернстрём Андреас Мальмквист |
|                                                                                                  |                                     |                                                                             |                                   |                                                                                       |

| 17 марта 2015 18:30 | Линчёпинг | 2:3 (0:1, 1:2, 1:0) | ХВ71 | «Сааб Арена», Линчёпинг |

| Отчёт                                                              | Отчёт                               | Отчёт                                                                        | Отчёт                               | Отчёт                                                                           |
| ------------------------------------------------------------------ | ----------------------------------- | ---------------------------------------------------------------------------- | ----------------------------------- | ------------------------------------------------------------------------------- |
|                                                                    |                                     |                                                                              |                                     |                                                                                 |
|                                                                    | Маркус Хёгберг — 0:00-60:00 (20/23) | Вратари                                                                      | Густаф Весслау — 0:00-60:00 (27/29) | Судьи: Томас Андерссон Микаэль Хольм Линейные судьи: Эрьян Олен Фредрик Карлман |
|                                                                    | Голы:                               |                                                                              |                                     | Судьи: Томас Андерссон Микаэль Хольм Линейные судьи: Эрьян Олен Фредрик Карлман |
| Б.Литтл (Ю.Юнланд) — 20:41 М.Шёгрен (Б.Литтл, К.Дальстрём) — 56:39 | 0:1 :1 1:2 1:3 2:3                  | 15:29 — Э.Кристенсен (К.Риддервалль) 24:59 — Е.Каралахти 38:59 — А.Бенгтссон |                                     | Судьи: Томас Андерссон Микаэль Хольм Линейные судьи: Эрьян Олен Фредрик Карлман |
|                                                                    |                                     |                                                                              |                                     | Судьи: Томас Андерссон Микаэль Хольм Линейные судьи: Эрьян Олен Фредрик Карлман |
|                                                                    |                                     |                                                                              |                                     | Судьи: Томас Андерссон Микаэль Хольм Линейные судьи: Эрьян Олен Фредрик Карлман |
|                                                                    |                                     |                                                                              |                                     | Судьи: Томас Андерссон Микаэль Хольм Линейные судьи: Эрьян Олен Фредрик Карлман |
|                                                                    |                                     |                                                                              |                                     | Судьи: Томас Андерссон Микаэль Хольм Линейные судьи: Эрьян Олен Фредрик Карлман |
|                                                                    |                                     |                                                                              |                                     |                                                                                 |

| 19 марта 2015 18:30 | ХВ71 | 2:4 (0:1, 0:1, 2:2) | Линчёпинг | «Киннарпс Арена», Йёнчёпинг |

| Отчёт                                                                                     | Отчёт                               | Отчёт | Отчёт                             | Отчёт                                                                                |
| ----------------------------------------------------------------------------------------- | ----------------------------------- | --- | --------------------------------- | ------------------------------------------------------------------------------------ |
|                                                                                           |                                     | |                                   |                                                                                      |
|                                                                                           | Густаф Весслау — 0:00-60:00 (29/32) | Вратари | Давид Раутио — 0:00-60:00 (31/33) | Судьи: Томас Андерссон Патрик Шёберг Линейные судьи: Эмиль Вернстрём Хенрик Пильблад |
|                                                                                           | Голы:                               | |                                   | Судьи: Томас Андерссон Патрик Шёберг Линейные судьи: Эмиль Вернстрём Хенрик Пильблад |
| Т.Лайне (М.Карлссон, Е.Каралахти) — бол. — 47:34 М.Теденбю (Е.Каралахти, А.Емтин) — 52:08 | 0:1 0:2 1:2 2:2 2:3 2:4             | 10:27 — Д.Микфликер (Д.Рахими) 32:58 — бол. — Д.Тафф (Д.Микфликер, Б.Литтл) 54:05 — О.Сунд (К.Макдоннелл, Ф.Андерссон) 59:49 — Б.Литтл (Ю.Юнланд) |                                   | Судьи: Томас Андерссон Патрик Шёберг Линейные судьи: Эмиль Вернстрём Хенрик Пильблад |
|                                                                                           |                                     | |                                   | Судьи: Томас Андерссон Патрик Шёберг Линейные судьи: Эмиль Вернстрём Хенрик Пильблад |
|                                                                                           |                                     | |                                   | Судьи: Томас Андерссон Патрик Шёберг Линейные судьи: Эмиль Вернстрём Хенрик Пильблад |
|                                                                                           |                                     | |                                   | Судьи: Томас Андерссон Патрик Шёберг Линейные судьи: Эмиль Вернстрём Хенрик Пильблад |
|                                                                                           |                                     | |                                   | Судьи: Томас Андерссон Патрик Шёберг Линейные судьи: Эмиль Вернстрём Хенрик Пильблад |
|                                                                                           |                                     | |                                   |                                                                                      |

| 21 марта 2015 17:15 | Линчёпинг | 3:2 (1:1, 1:1, 1:0) | ХВ71 | «Сааб Арена», Линчёпинг |

| Отчёт                                                                                           | Отчёт                             | Отчёт                                                                      | Отчёт                               | Отчёт                                                                     |
| ----------------------------------------------------------------------------------------------- | --------------------------------- | -------------------------------------------------------------------------- | ----------------------------------- | ------------------------------------------------------------------------- |
|                                                                                                 |                                   |                                                                            |                                     |                                                                           |
|                                                                                                 | Давид Раутио — 0:00-60:00 (22/24) | Вратари                                                                    | Густаф Весслау — 0:00-60:00 (26/29) | Судьи: Микаэль Норд Патрик Шёберг Линейные судьи: Джимми Дамен Эрьян Олен |
|                                                                                                 | Голы:                             |                                                                            |                                     | Судьи: Микаэль Норд Патрик Шёберг Линейные судьи: Джимми Дамен Эрьян Олен |
| Ю.Юнланд (Б.Литтл, Д.Тафф) — бол. — 04:48 Я.Врана (Ю.Юнланд) — 26:59 Н.Хардт (М.Шёгрен) — 51:37 | 1:0 1:1 2:1 2:2 3:2               | 05:42 — К.Камполи (П.Карлссон) 35:47 — бол. — К.Камполи (Т.Лайне, А.Емтин) |                                     | Судьи: Микаэль Норд Патрик Шёберг Линейные судьи: Джимми Дамен Эрьян Олен |
|                                                                                                 |                                   |                                                                            |                                     | Судьи: Микаэль Норд Патрик Шёберг Линейные судьи: Джимми Дамен Эрьян Олен |
|                                                                                                 |                                   |                                                                            |                                     | Судьи: Микаэль Норд Патрик Шёберг Линейные судьи: Джимми Дамен Эрьян Олен |
|                                                                                                 |                                   |                                                                            |                                     | Судьи: Микаэль Норд Патрик Шёберг Линейные судьи: Джимми Дамен Эрьян Олен |
|                                                                                                 |                                   |                                                                            |                                     | Судьи: Микаэль Норд Патрик Шёберг Линейные судьи: Джимми Дамен Эрьян Олен |
|                                                                                                 |                                   |                                                                            |                                     |                                                                           |

| 23 марта 2015 18:30 | ХВ71 | 18:30 | Линчёпинг | «Киннарпс Арена», Йёнчёпинг |

| 25 марта 2015 18:30 | Линчёпинг | 18:30 | ХВ71 | «Сааб Арена», Линчёпинг |

Курсивом выделены матчи, которые будут сыграны только в случае необходимости.

### Полуфиналы

#### (1) Шеллефтео — команда с 4-м лучшим № посева
| 28 марта 2015 17:15 | Шеллефтео | 17:15 |  | «Шеллефтео Крафт Арена», Шеллефтео |

| 30 марта 2015 18:30 |  | 18:30 | Шеллефтео |  |

| 1 апреля 2015 18:30 | Шеллефтео | 18:30 |  | «Шеллефтео Крафт Арена», Шеллефтео |

| 3 апреля 2015 15:15 |  | 15:15 | Шеллефтео |  |

| 5 апреля 2015 15:15 | Шеллефтео | 15:15 |  | «Шеллефтео Крафт Арена», Шеллефтео |

| 7 апреля 2015 18:30 |  | 18:30 | Шеллефтео |  |

| 9 апреля 2015 18:30 | Шеллефтео | 18:30 |  | «Шеллефтео Крафт Арена», Шеллефтео |

#### Команда со 2-м лучшим № посева — команда с 3-м лучшим № посева
| 29 марта 2015 17:15 |  | 17:15 |  |  |

| 31 марта 2015 18:30 |  | 18:30 |  |  |

| 2 апреля 2015 18:30 |  | 18:30 |  |  |

| 4 апреля 2015 15:15 |  | 15:15 |  |  |

| 6 апреля 2015 15:15 |  | 15:15 |  |  |

| 8 апреля 2015 18:30 |  | 18:30 |  |  |

| 10 апреля 2015 18:30 |  | 18:30 |  |  |

Курсивом выделены матчи, которые будут сыграны только в случае необходимости.

### Финал
| 12 апреля 2015 18:30 |  | 18:30 |  |  |

| 14 апреля 2015 18:30 |  | 18:30 |  |  |

| 16 апреля 2015 18:30 |  | 18:30 |  |  |

| 19 апреля 2015 18:30 |  | 18:30 |  |  |

| 21 апреля 2015 18:30 |  | 18:30 |  |  |

| 23 апреля 2015 18:30 |  | 18:30 |  |  |

| 25 апреля 2015 15:15 |  | 15:15 |  |  |

Курсивом выделены матчи, которые будут сыграны только в случае необходимости.

### Статистика

#### Бомбардиры
В данном списке приведены лучшие полевые игроки по количеству заработанных очков в плей-офф.
И = количество проведённых игр; Г = голов; П = передач; О = очков; +/– = Плюс-минус; Штр = штрафных минут
| Игрок           | Команда   | И | Г | П | О | +/– | Штр |
| --------------- | --------- | - | - | - | - | --- | --- |
| Эндрю Кэлоф     | Шеллефтео | 1 | 1 | 2 | 3 | +1  | 0   |
| Матис Олимб     | Фрёлунда  | 1 | 0 | 3 | 3 | +2  | 0   |
| Макс Гёрц       | Фрёлунда  | 1 | 2 | 0 | 2 | +1  | 0   |
| Якуб Врана      | Линчёпинг | 1 | 2 | 0 | 2 | +1  | 0   |
| Андреас Юнссон  | Фрёлунда  | 1 | 1 | 1 | 2 | +2  | 0   |
| Никлас Хардт    | Линчёпинг | 1 | 1 | 1 | 2 | 0   | 2   |
| Маркус Вейнсток | Эребру    | 1 | 1 | 1 | 2 | +1  | 0   |
| Мартин Лундберг | Шеллефтео | 1 | 0 | 2 | 2 | 0   | 0   |

#### Вратари
В этом списке представлены лидеры среди вратарей по коэффициенту надёжности (среднему количеству пропущенных голов), которые сыграли хотя бы 40% от общего времени, проведённого командой. Таблица отсортирована по коэффициенту надёжности, критерий для сравнения выделен полужирным.
И = количество проведённых игр; ВП = время на площадке (Минуты:Секунды); ПШ = пропущено шайб; И"0" = сухие игры; %ОБ = процент отражённых бросков; КН = коэффициент надёжности
| Игрок             | Команда   | И | ВП    | ПШ | И"0" | %ОБ   | КН   |
| ----------------- | --------- | - | ----- | -- | ---- | ----- | ---- |
| Маркус Свенссон   | Шеллефтео | 1 | 60:00 | 1  | 0    | 95.83 | 1.00 |
| Давид Раутио      | Линчёпинг | 1 | 60:00 | 2  | 0    | 91.67 | 2.00 |
| Ларс Юханссон     | Фрёлунда  | 1 | 60:00 | 2  | 0    | 93.55 | 2.00 |
| Юлиус Гудачек     | Эребру    | 1 | 60:00 | 2  | 0    | 93.33 | 2.00 |
| Густав Весслау    | ХВ71      | 1 | 60:00 | 3  | 0    | 88.46 | 3.00 |
| Йоэль Лассинантти | Лулео     | 1 | 57:44 | 3  | 0    | 88.46 | 3.12 |

## Награды Шведской хоккейной лиги по итогам сезона
| «Золотой шлем» (приз самому ценному игроку):                                             |
| «Золотая шайба» (приз лучшему игроку):                                                   |
| Трофей Хонкена (приз лучшему вратарю):                                                   |
| Трофей Хокана Лооба (приз лучшему снайперу регулярного сезона): Брок Литтл («Линчёпинг») |
| «Новичок года»:                                                                          |
| Трофей Сальминга (приз лучшему защитнику):                                               |
| Трофей памяти Стефана Лива (приз самому ценному игроку плей-офф):                        |
| «Золотой свисток» (приз лучшему судье):                                                  |

## Квалификационный турнир в Шведскую хоккейную лигу сезона 2015/2016
В квалификационном турнире в Шведскую хоккейную лигу сезона 2015/2016 команды, занявшие два последних места в регулярном сезоне Шведской хоккейной лиги сезона 2014/2015, «Лександ» и «МОДО», встречаются с финалистом Аллсвенскана 2014/2015, «Вестеросом», и тремя лучшими командами плей-офф Аллсвенскана 2014/2015, «Рёгле», «Витой Хестен» и «Мальмё Редхокс». Команды играют друг с другом в сериях до 4-х побед. Три победителя серий примут участие в сезоне 2015/2016 Шведской хоккейной лиги. «Лександ», «МОДО» и «Вестерос» получат в сериях преимущество «домашней площадки».

### Лександ — Мальмё Редхокс
| 15 марта 2015 16:00 | Лександ | 3:4 (1:0, 1:2, 1:2) | Мальмё Редхокс | «Тегера Арена», Лександ Зрителей: 5977 |

| Отчёт | Отчёт                                   | Отчёт | Отчёт                              | Отчёт                                                                                  |
| --- | --------------------------------------- | --- | ---------------------------------- | -------------------------------------------------------------------------------------- |
| |                                         | |                                    |                                                                                        |
| | Оскар Альсенфельт — 00:00-60:00 (26/30) | Вратари | Нико Ховинен — 00:00-60:00 (19/22) | Судьи: Андреас Харнебринг Микаэль Андерссон Линейные судьи: Юхан Нордлёф Петтер Норман |
| | Голы:                                   | |                                    | Судьи: Андреас Харнебринг Микаэль Андерссон Линейные судьи: Юхан Нордлёф Петтер Норман |
| Т.Саллинен (Р.Гартнер) — 02:15 Л.Хультстрём (Ю.Рюно, М.Ритола) — бол. — 23:47 М.Гутер (Ю.Рюно, Р.Расселл) — 52:50 | 1:0 2:0 2:1 2:2 3:2 3:3 3:4             | 32:05 — бол. — Б.Свенссон (Н.Яделанд, М.Перссон) 39:55 — Э.Химельфарб (Ф.Сторм, Х.Хетта) 52:50 — Э.Химельфарб (Й.Ульссон, Ю.Бьёрк) 58:30 — М.Перссон (Й.Ульссон) |                                    | Судьи: Андреас Харнебринг Микаэль Андерссон Линейные судьи: Юхан Нордлёф Петтер Норман |
| |                                         | |                                    | Судьи: Андреас Харнебринг Микаэль Андерссон Линейные судьи: Юхан Нордлёф Петтер Норман |
| |                                         | |                                    | Судьи: Андреас Харнебринг Микаэль Андерссон Линейные судьи: Юхан Нордлёф Петтер Норман |
| |                                         | |                                    | Судьи: Андреас Харнебринг Микаэль Андерссон Линейные судьи: Юхан Нордлёф Петтер Норман |
| 6 мин | Штраф                                   | 8 мин |                                    | Судьи: Андреас Харнебринг Микаэль Андерссон Линейные судьи: Юхан Нордлёф Петтер Норман |
| |                                         | |                                    |                                                                                        |
| | 22                                      | Броски | 30                                 |                                                                                        |

| 18 марта 2015 19:00 | Мальмё Редхокс | 2:3 ОТ (1:0, 1:1, 0:1, 0:1) | Лександ | «Мальмё-Арена», Мальмё Зрителей: 8837 |

| Отчёт                                                                   | Отчёт                              | Отчёт | Отчёт                                   | Отчёт                                                                         |
| ----------------------------------------------------------------------- | ---------------------------------- | --- | --------------------------------------- | ----------------------------------------------------------------------------- |
|                                                                         |                                    | |                                         |                                                                               |
|                                                                         | Нико Ховинен — 00:00-73:41 (31/34) | Вратари | Оскар Альсенфельт — 00:00-73:41 (26/28) | Судьи: Маркус Линде Юхан Хелль Линейные судьи: Людвиг Лундгрен Андерс Нюквист |
|                                                                         | Голы:                              | |                                         | Судьи: Маркус Линде Юхан Хелль Линейные судьи: Людвиг Лундгрен Андерс Нюквист |
| Э.Химельфарб (Х.Хетта) — 04:57 К.Форсберг (Й.Якобс, Т.Эрикссон) — 34:38 | 1:0 2:0 2:1 2:2 2:3                | 38:52 — бол. — Л.Хультстрём (Ю.Рюно, М.Ритола) 51:53 — Л.Хультстрём (М.Ритола, Ю.Рюно) 73:41 — Т.Саллинен (Ю.Фрёгрен) |                                         | Судьи: Маркус Линде Юхан Хелль Линейные судьи: Людвиг Лундгрен Андерс Нюквист |
|                                                                         |                                    | |                                         | Судьи: Маркус Линде Юхан Хелль Линейные судьи: Людвиг Лундгрен Андерс Нюквист |
|                                                                         |                                    | |                                         | Судьи: Маркус Линде Юхан Хелль Линейные судьи: Людвиг Лундгрен Андерс Нюквист |
|                                                                         |                                    | |                                         | Судьи: Маркус Линде Юхан Хелль Линейные судьи: Людвиг Лундгрен Андерс Нюквист |
| 14 мин                                                                  | Штраф                              | 37 мин |                                         | Судьи: Маркус Линде Юхан Хелль Линейные судьи: Людвиг Лундгрен Андерс Нюквист |
|                                                                         |                                    | |                                         |                                                                               |
|                                                                         | 28                                 | Броски | 34                                      |                                                                               |

| 21 марта 2015 16:00 | Лександ | 4:3 (1:0, 2:0, 1:3) | Мальмё Редхокс | «Тегера Арена», Лександ Зрителей: 7602 |

| Отчёт | Отчёт                                   | Отчёт | Отчёт                              | Отчёт                                                                              |
| --- | --------------------------------------- | --- | ---------------------------------- | ---------------------------------------------------------------------------------- |
| |                                         | |                                    |                                                                                    |
| | Оскар Альсенфельт — 00:00-60:00 (30/33) | Вратари                                                                                                  | Нико Ховинен — 00:00-60:00 (19/23) | Судьи: Томас Андерссон Сёрен Перссон Линейные судьи: Даниэль Перссон Петтер Норман |
| | Голы:                                   | |                                    | Судьи: Томас Андерссон Сёрен Перссон Линейные судьи: Даниэль Перссон Петтер Норман |
| М.Гутер (Д.Ослин, Й.Кнутс) — 00:50 М.Гутер (Ю.Фрёгрен, Д.Ослин) — 27:11 П.Чеглин — 32:26 М.Гутер — 48:15 | 1:0 2:0 3:0 4:0 4:1 4:2 4:3             | 49:53 — К.Форсберг (Д.Огастин) 51:44 — Н.Андерссон (Й.Якобс) 56:06 — М.Хеггстрём (Т.Эрикссон, М.Перссон) |                                    | Судьи: Томас Андерссон Сёрен Перссон Линейные судьи: Даниэль Перссон Петтер Норман |
| |                                         | |                                    | Судьи: Томас Андерссон Сёрен Перссон Линейные судьи: Даниэль Перссон Петтер Норман |
| |                                         | |                                    | Судьи: Томас Андерссон Сёрен Перссон Линейные судьи: Даниэль Перссон Петтер Норман |
| |                                         | |                                    | Судьи: Томас Андерссон Сёрен Перссон Линейные судьи: Даниэль Перссон Петтер Норман |
| 4 мин | Штраф                                   | 10 мин                                                                                                   |                                    | Судьи: Томас Андерссон Сёрен Перссон Линейные судьи: Даниэль Перссон Петтер Норман |
| |                                         | |                                    |                                                                                    |
| | 23                                      | Броски                                                                                                   | 33                                 |                                                                                    |

| 24 марта 2015 19:00 | Мальмё Редхокс | 19:00 | Лександ | «Мальмё-Арена», Мальмё |

| 27 марта 2015 19:00 | Лександ | 19:00 | Мальмё Редхокс | «Тегера Арена», Лександ |

| 30 марта 2015 19:00 | Мальмё Редхокс | 19:00 | Лександ | «Мальмё-Арена», Мальмё |

| 2 апреля 2015 19:00 | Лександ | 19:00 | Мальмё Редхокс | «Тегера Арена», Лександ |

### МОДО — Вита Хестен
| 16 марта 2015 19:00 | МОДО | 3:0 (0:0, 1:0, 2:0) | Вита Хестен | «Фьелльревен Сентер», Эрншёльдсвик Зрителей: 6722 |

| Отчёт | Отчёт                                | Отчёт   | Отчёт                                              | Отчёт                  |
| --- | ------------------------------------ | ------- | -------------------------------------------------- | ---------------------- |
| |                                      |         |                                                    |                        |
| | Линус Улльмарк — 00:00-60:00 (19/19) | Вратари | Хенрик Лундберг — 00:00-57:40, 58:04-60:00 (34/36) | Судьи: Линейные судьи: |
| | Голы:                                |         |                                                    | Судьи: Линейные судьи: |
| Д.Брашир (Т.Рош, Ю.Хаатая) — бол. — 21:01 Ю.Хаатая (Э.Петтерссон) — 45:49 П.Скрёдер (М.Госса) — п.в. — 58:04 | 1:0 2:0 3:0                          |         |                                                    | Судьи: Линейные судьи: |
| |                                      |         |                                                    | Судьи: Линейные судьи: |
| |                                      |         |                                                    | Судьи: Линейные судьи: |
| |                                      |         |                                                    | Судьи: Линейные судьи: |
| 8 мин | Штраф                                | 10 мин  |                                                    | Судьи: Линейные судьи: |
| |                                      |         |                                                    |                        |
| | 37                                   | Броски  | 19                                                 |                        |

| 19 марта 2015 19:00 | Вита Хестен | 0:2 (0:1, 0:1, 0:0) | МОДО | «Химмельсталундсхаллен», Норрчёпинг Зрителей: 4637 |

| Отчёт | Отчёт                                 | Отчёт                                                                  | Отчёт                                | Отчёт                                                                                  |
| ----- | ------------------------------------- | ---------------------------------------------------------------------- | ------------------------------------ | -------------------------------------------------------------------------------------- |
|       |                                       |                                                                        |                                      |                                                                                        |
|       | Хенрик Лундберг — 00:00-60:00 (39/41) | Вратари                                                                | Линус Улльмарк — 00:00-60:00 (24/24) | Судьи: Сёрен Перссон Андреас Харнебринг Линейные судьи: Фредрик Альтберг Петтер Норман |
|       | Голы:                                 |                                                                        |                                      | Судьи: Сёрен Перссон Андреас Харнебринг Линейные судьи: Фредрик Альтберг Петтер Норман |
|       | 0:1 0:2                               | 18:56 — Ю.Анелёв (Г.Посслер) 23:59 — М.Госса (Г.Посслер, Э.Петтерссон) |                                      | Судьи: Сёрен Перссон Андреас Харнебринг Линейные судьи: Фредрик Альтберг Петтер Норман |
|       |                                       |                                                                        |                                      | Судьи: Сёрен Перссон Андреас Харнебринг Линейные судьи: Фредрик Альтберг Петтер Норман |
|       |                                       |                                                                        |                                      | Судьи: Сёрен Перссон Андреас Харнебринг Линейные судьи: Фредрик Альтберг Петтер Норман |
|       |                                       |                                                                        |                                      | Судьи: Сёрен Перссон Андреас Харнебринг Линейные судьи: Фредрик Альтберг Петтер Норман |
| 4 мин | Штраф                                 | 8 мин                                                                  |                                      | Судьи: Сёрен Перссон Андреас Харнебринг Линейные судьи: Фредрик Альтберг Петтер Норман |
|       |                                       |                                                                        |                                      |                                                                                        |
|       | 24                                    | Броски                                                                 | 41                                   |                                                                                        |

| 22 марта 2015 16:00 | МОДО | 16:00 | Вита Хестен | «Фьелльревен Сентер», Эрншёльдсвик |

| 25 марта 2015 19:00 | Вита Хестен | 19:00 | МОДО | «Химмельсталундсхаллен», Норрчёпинг |

| 28 марта 2015 16:00 | МОДО | 16:00 | Вита Хестен | «Фьелльревен Сентер», Эрншёльдсвик |

| 31 марта 2015 19:00 | Вита Хестен | 19:00 | МОДО | «Химмельсталундсхаллен», Норрчёпинг |

| 3 апреля 2015 16:00 | МОДО | 16:00 | Вита Хестен | «Фьелльревен Сентер», Эрншёльдсвик |

### Вестерос — Рёгле
| 17 марта 2015 19:00 | Вестерос | 3:4 (0:1, 2:2, 1:1) | Рёгле | «ABB Арена Норд», Вестерос Зрителей: 3959 |

| Отчёт | Отчёт                               | Отчёт | Отчёт                              | Отчёт                                                                               |
| --- | ----------------------------------- | --- | ---------------------------------- | ----------------------------------------------------------------------------------- |
| |                                     | |                                    |                                                                                     |
| | Юнас Франссон — 00:00-60:00 (20/24) | Вратари | Ларс Вольден — 00:00-60:00 (44/47) | Судьи: Юхан Хелль Кристоффер Карлссон Линейные судьи: Даниэль Перссон Густав Юнссон |
| | Голы:                               | |                                    | Судьи: Юхан Хелль Кристоффер Карлссон Линейные судьи: Даниэль Перссон Густав Юнссон |
| С.Гронс (Я.Урбас, О.Стеен) — 23:14 Э.Андерссон (Э.Дэвидссон, Ю.Эммердаль) — 33:17 С.Гронс (РюЯкобссон) — бол. — 54:42 | 0:1 :1 1:2 1:3 2:3 3:3 3:4          | 03:27 — бол. — Л.Ренсфельдт (С.Стольберг, Й.Йенсен) 23:43 — К.Лильевалль (Л.Ренсфельдт, Й.Йенсен) 31:59 — бол. — Д.Смотерман (К.Розен, Д.Конноли) 56:37 — бол. — Д.Смотерман (Д.Конноли, Т.Мэтсон) |                                    | Судьи: Юхан Хелль Кристоффер Карлссон Линейные судьи: Даниэль Перссон Густав Юнссон |
| |                                     | |                                    | Судьи: Юхан Хелль Кристоффер Карлссон Линейные судьи: Даниэль Перссон Густав Юнссон |
| |                                     | |                                    | Судьи: Юхан Хелль Кристоффер Карлссон Линейные судьи: Даниэль Перссон Густав Юнссон |
| |                                     | |                                    | Судьи: Юхан Хелль Кристоффер Карлссон Линейные судьи: Даниэль Перссон Густав Юнссон |
| 8 мин | Штраф                               | 10 мин |                                    | Судьи: Юхан Хелль Кристоффер Карлссон Линейные судьи: Даниэль Перссон Густав Юнссон |
| |                                     | |                                    |                                                                                     |
| | 47                                  | Броски | 24                                 |                                                                                     |

| 20 марта 2015 19:00 | Рёгле | 4:3 (0:0, 2:0, 2:3) | Вестерос | «Линдаб Арена», Рёгле Зрителей: 4866 |

| Отчёт | Отчёт                              | Отчёт                                                                                                 | Отчёт                               | Отчёт                                                                             |
| --- | ---------------------------------- | --- | ----------------------------------- | --------------------------------------------------------------------------------- |
| |                                    | |                                     |                                                                                   |
| | Ларс Вольден — 00:00-60:00 (25/28) | Вратари                                                                                               | Юнас Франссон — 00:00-60:00 (18/22) | Судьи: Даниэль Винге Микаэль Андерссон Линейные судьи: Юхан Лёфгрен Андерс Янссон |
| | Голы:                              | |                                     | Судьи: Даниэль Винге Микаэль Андерссон Линейные судьи: Юхан Лёфгрен Андерс Янссон |
| К.Розен (Д.Конноли, А.Дево) — бол. — 23:18 С.Стольберг (Д.Сюльвандер, К.Розен) — 26:39 Л.Ренсфельдт (Й.Йенсен, Н.Ханссон) — 44:40 П.Леблан (Д.Конноли) — 46:41 | 1:0 2:0 3:0 3:1 4:1 4:2 4:3        | 45:33 — Б.Монпети (Х.Ларссон, Ю.Берг) 50:16 — Б.Монпети (Н.Энджелл) 53:06 — Э.Дэвидссон (Э.Андерссон) |                                     | Судьи: Даниэль Винге Микаэль Андерссон Линейные судьи: Юхан Лёфгрен Андерс Янссон |
| |                                    | |                                     | Судьи: Даниэль Винге Микаэль Андерссон Линейные судьи: Юхан Лёфгрен Андерс Янссон |
| |                                    | |                                     | Судьи: Даниэль Винге Микаэль Андерссон Линейные судьи: Юхан Лёфгрен Андерс Янссон |
| |                                    | |                                     | Судьи: Даниэль Винге Микаэль Андерссон Линейные судьи: Юхан Лёфгрен Андерс Янссон |
| 6 мин | Штраф                              | 6 мин                                                                                                 |                                     | Судьи: Даниэль Винге Микаэль Андерссон Линейные судьи: Юхан Лёфгрен Андерс Янссон |
| |                                    | |                                     |                                                                                   |
| | 22                                 | Броски                                                                                                | 28                                  |                                                                                   |

| 23 марта 2015 19:00 | Вестерос | 19:00 | Рёгле | «ABB Арена Норд», Вестерос |

| 26 марта 2015 19:00 | Рёгле | 19:00 | Вестерос | «Линдаб Арена», Рёгле |

| 29 марта 2015 16:00 | Вестерос | 16:00 | Рёгле | «ABB Арена Норд», Вестерос |

| 1 апреля 2015 19:00 | Рёгле | 19:00 | Вестерос | «Линдаб Арена», Рёгле |

| 4 апреля 2015 16:00 | Вестерос | 16:00 | Рёгле | «ABB Арена Норд», Вестерос |